# Trichodiadema densum
Trichodiadema densum es una  especie de planta suculenta perteneciente a la familia de las aizoáceas. Es originaria de Sudáfrica.

## Descripción
Es una pequeña planta suculenta perennifolia, que alcanza un tamaño de 15 cm de altura. Se encuentra a una altitud de 900 - 1400  metros en Sudáfrica.

## Sinonimia
- Mesembryanthemum densum Haw. (1795) basónimo[1][2]

## Referencias

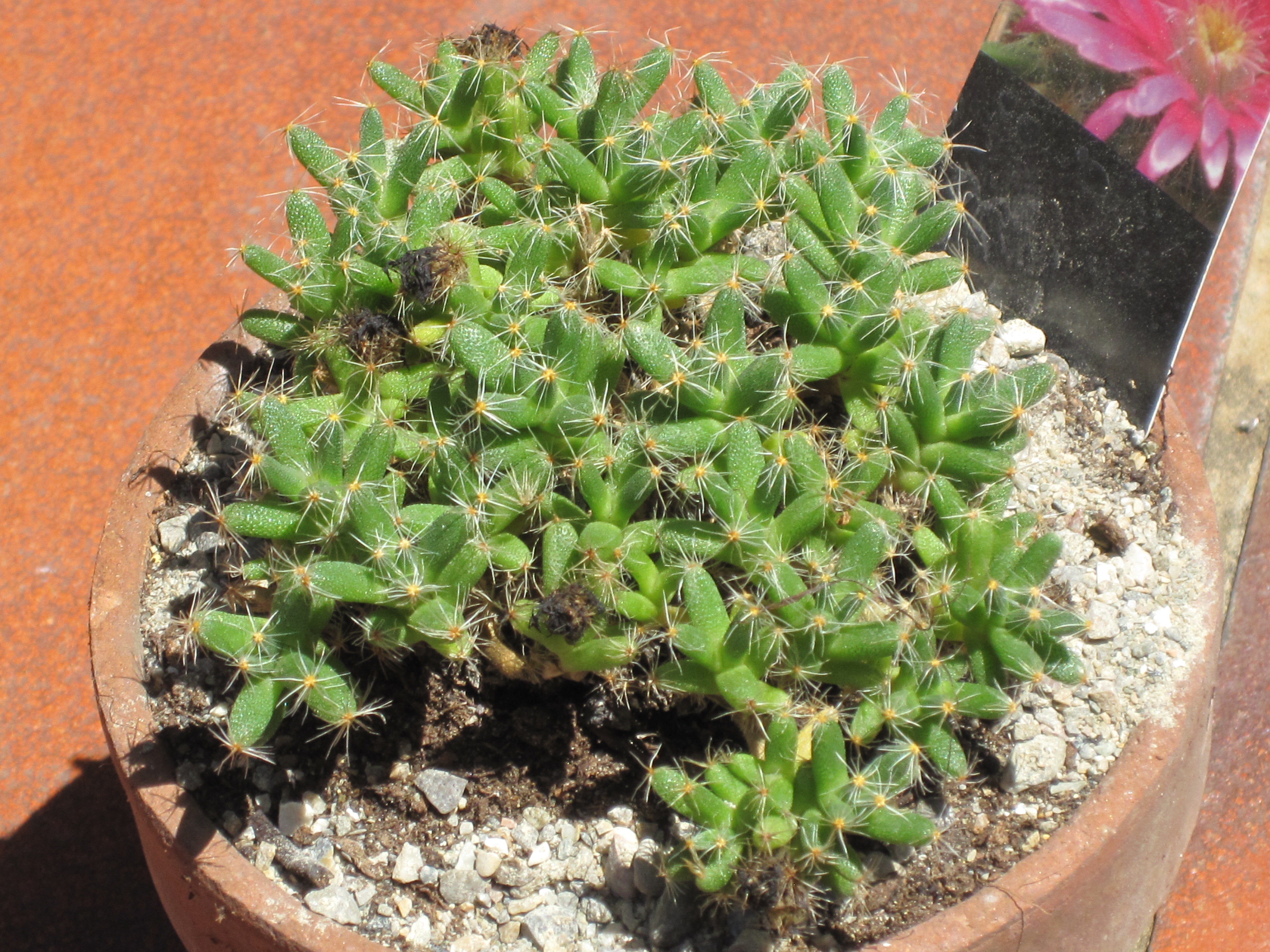
Trichodiadema densum